# Chinees Taipei op de Paralympische Zomerspelen 2020
Chinees Taipei was een van de landen die deelnam aan de Paralympische Zomerspelen 2020 in Tokio, Japan.

## Medailleoverzicht
| Sport       | Paralympiër    | Onderdeel          | Medaille |
| ----------- | -------------- | ------------------ | -------- |
| Tafeltennis | Tian Shiau Wen | Enkelspel, C10 (v) | Brons    |

## Deelnemers en resultaten
(m) = mannen, (v) = vrouwen 

### Atletiek

#### Veldonderdelen
| Paralympiër    | Onderdeel            | Resultaat | Prestatie |
| -------------- | -------------------- | --------- | --------- |
| Yuan Chuan-Hui | Verspringen, T11 (m) | 4e        | 6.07      |
|                |                      |           |           |
| Liu Ya-Ting    | Speerwerpen, F13 (v) | 6e        | 32.44     |

### Badminton
| Paralympiër | Onderdeel          | Groepsfase                               | Groepsfase                   | Groepsfase               | Groepsfase           | Positie | Finalefase           | Finalefase                   | Finalefase                  | Plaats |
| Paralympiër | Onderdeel          | Wedstrijd I                              | Wedstrijd II                 | Wedstrijd III            | Wedstrijd IV         | Positie | Kwartfinale          | Halve finale                 | (Troost)finale              | Plaats |
| Paralympiër | Onderdeel          | Tegenstander Uitslag                     | Tegenstander Uitslag         | Tegenstander Uitslag     | Tegenstander Uitslag | Positie | Tegenstander Uitslag | Tegenstander Uitslag         | Tegenstander Uitslag        | Plaats |
| ----------- | ------------------ | ---------------------------------------- | ---------------------------- | ------------------------ | -------------------- | ------- | -------------------- | ---------------------------- | --------------------------- | ------ |
| Fang Jen Yu | Enkelspel, SU5 (m) | EGY Ahmed Magdy Amin Aldakrory W met 2-0 | MAS Liek Hou Cheah V met 0-2 | JPN Taiyo Imai W met 2-1 | Niet van toepassing  | 2e      | Niet van toepassing  | MAS Liek Hou Cheah V met 1-2 | INA Suryo Nugroho V met 0-2 | 4e     |

### Bankdrukken
| Paralympiër  | Onderdeel  | Resultaat | Prestatie |
| ------------ | ---------- | --------- | --------- |
| Lin Ya-Hsuan | -61 kg (v) | 7e        | 78.0      |

### Judo
| Paralympiër | Onderdeel  | Resultaat | Prestatie |
| ----------- | ---------- | --------- | --- |
| Lee Kai Lin | -48 kg (v) | 5e        | Kwartfinale: V van UKR Yuliya Halinska Herkansingen, finale: W van CHN Li Liqing Bronzen finale: V van RPC Viktoriya Potapova |

### Tafeltennis
| Paralympiër               | Onderdeel          | Groepsfase                             | Groepsfase                          | Groepsfase                   | Positie             | Finalefase           | Finalefase                      | Finalefase                          | Finalefase           | Plaats |
| Paralympiër               | Onderdeel          | Wedstrijd I                            | Wedstrijd II                        | Wedstrijd III                | Positie             | 1/8e finale          | Kwartfinale                     | Halve finale                        | Finale               | Plaats |
| Paralympiër               | Onderdeel          | Tegenstander Uitslag                   | Tegenstander Uitslag                | Tegenstander Uitslag         | Positie             | Tegenstander Uitslag | Tegenstander Uitslag            | Tegenstander Uitslag                | Tegenstander Uitslag | Plaats |
| ------------------------- | ------------------ | -------------------------------------- | ----------------------------------- | ---------------------------- | ------------------- | -------------------- | ------------------------------- | ----------------------------------- | -------------------- | ------ |
| Cheng Ming-Chih           | Enkelspel, C5 (m)  | BEL Bart Brands W met 3-1              | GBR Jack Hunter-Spivey V met 0-3    | Niet van toepassing          | 2e                  | Niet van toepassing  | CHN Cao Ningning V met 0-3      | Uitgeschakeld                       | Uitgeschakeld        | 5e     |
|                           |                    |                                        |                                     |                              |                     |                      |                                 |                                     |                      |        |
| Lin Tzu Yu                | Enkelspel, C10 (v) | AUS Melissa Tapper V met 1-3           | BRA Bruna Costa Alexandre V met 0-3 | Niet van toepassing          | 3e                  | Niet gekwalificeerd  | Niet gekwalificeerd             | Niet gekwalificeerd                 | Niet gekwalificeerd  | 7e     |
| Lu Pi-Chun                | Enkelspel, C4 (v)  | SRB Borislava Peric-Rankovic V met 0-3 | GBR Susan Bailey W met 3-1          | Niet van toepassing          | 2e                  | Bye                  | CHN Gu Xiaodan V met 1-3        | Uitgeschakeld                       | Uitgeschakeld        | 5e     |
| Tian Shiau Wen            | Enkelspel, C10 (v) | CHN Zhao Xiaojing W met 3-0            | AUS Qian Yang W met 3-0             | NGR Faith Obazuaye W met 3-0 | 1e                  | Niet van toepassing  | TUR Merve Cansu Demir W met 3-1 | BRA Bruna Costa Alexandre V met 1-3 | Uitgeschakeld        | Brons  |
| Lin Tzu Yu/Tian Shiau Wen | Team, C9-10 (v)    | Niet van toepassing                    | Niet van toepassing                 | Niet van toepassing          | Niet van toepassing | Niet van toepassing  | China V met 0-2                 | Uitgeschakeld                       | Uitgeschakeld        | 5e     |

### Zwemmen
| Atleet        | Onderdeel                             | Series    | Series | Finale              | Finale              |
| Atleet        | Onderdeel                             | Resultaat | Rang   | Resultaat           | Rang                |
| ------------- | ------------------------------------- | --------- | ------ | ------------------- | ------------------- |
| Chen Liang-Da | 400 m vrije slag, S7 (m)              | 5:15.89   | 8e     | 5:10.65             | 8e                  |
| Chen Liang-Da | 100 m rugslag, S7 (m)                 | 1:18.28   | 9e     | Niet gekwalificeerd | Niet gekwalificeerd |
| Chen Liang-Da | 200 m individuele wisselslag, SM7 (m) | 2:54.22   | 11e    | Niet gekwalificeerd | Niet gekwalificeerd |

Afghanistan · 
Algerije · 
Amerikaanse Maagdeneilanden · 
Angola · 
Argentinië · 
Armenië · 
Aruba · 
Australië · 
Azerbeidzjan · 
Bahrein · 
Barbados · 
Belarus · 
België · 
Benin · 
Bermuda · 
Bosnië en Herzegovina · 
Botswana · 
Brazilië · 
Bulgarije · 
Burkina Faso · 
Burundi · 
Cambodja · 
Canada · 
Centraal-Afrikaanse Republiek · 
Chili · 
China · 
Chinees Taipei · 
Colombia · 
Congo-Brazzaville · 
Congo-Kinshasa · 
Costa Rica · 
Cuba · 
Cyprus · 
Denemarken · 
Dominicaanse Republiek · 
Duitsland · 
Ecuador · 
Egypte · 
El Salvador · 
Estland · 
Ethiopië · 
Faeröer · 
Fiji · 
Filipijnen · 
Finland · 
Frankrijk · 
Gabon · 
Gambia · 
Georgië · 
Ghana · 
Griekenland · 
Groot-Brittannië · 
Guatemala · 
Guinee · 
Guinee‑Bissau · 
Haïti · 
Honduras · 
Hongarije · 
Hongkong · 
Ierland · 
IJsland · 
India · 
Indonesië · 
Irak · 
Iran · 
Israël · 
Italië · 
Ivoorkust · 
Jamaica · 
Japan · 
Jordanië · 
Kaapverdië · 
Kameroen · 
Kazachstan · 
Kenia · 
Kirgizië · 
Koeweit · 
Kroatië · 
Laos · 
Lesotho · 
Letland · 
Libanon · 
Liberia · 
Libië · 
Litouwen · 
Luxemburg · 
Madagaskar · 
Maleisië · 
Mali · 
Malta · 
Marokko · 
Mauritius · 
Mexico · 
Moldavië · 
Mongolië · 
Montenegro · 
Mozambique · 
Namibië · 
Nederland · 
Nepal · 
Nicaragua · 
Nieuw-Zeeland · 
Niger · 
Nigeria · 
Noord-Macedonië · 
Noorwegen · 
Oeganda · 
Oekraïne · 
Oezbekistan · 
Oman · 
Oostenrijk · 
Pakistan · 
Palestina · 
Panama · 
Papoea-Nieuw-Guinea · 
Peru · 
Polen · 
Portugal · 
Puerto Rico · 
Qatar · 
Roemenië · 
Russisch Paralympisch Comité ·
Rwanda · 
Saint Vincent en Grenadines · 
Samoa · 
Saoedi-Arabië · 
Sao Tomé en Principe · 
Senegal · 
Servië · 
Seychellen · 
Sierra Leone · 
Singapore · 
Slovenië · 
Slowakije · 
Somalië · 
Spanje · 
Sri Lanka · 
Syrië · 
Tadzjikistan · 
Tanzania · 
Thailand · 
Togo · 
Tonga · 
Trinidad en Tobago · 
Tsjechië · 
Tunesië · 
Turkije · 
Turkmenistan · 
Uruguay · 
Venezuela · 
Verenigde Arabische Emiraten · 
Verenigde Staten · 
Vietnam · 
Zimbabwe · 
Zuid-Afrika · 
Zuid-Korea · 
Zweden · 
Zwitserland
Paralympisch Vluchtelingen Team